# 13477 Utkin
13477 Utkin è un asteroide della fascia principale. Scoperto nel 1975, presenta un'orbita caratterizzata da un semiasse maggiore pari a 2,4486615 UA e da un'eccentricità di 0,1448813, inclinata di 8,46489° rispetto all'eclittica.